# 岐阜市立岩野田小学校
岐阜市立岩野田小学校（ぎふしりつ いわのだしょうがっこう）は、岐阜県岐阜市粟野西二丁目にある公立小学校。

## 概要
校名の「岩野田」は、学校分離前の校区内の地区名である「岩崎（いわさき）」「粟野（あわの）」「三田洞（みたほら）」から1文字ずつ取って付けられた。同じ地区にある岐阜市立岩野田北小学校と区別するため、「田小（だしょう）」と呼ばれ、対する岩野田北小学校は「北小（きたしょう）」と呼ばれている。
岩野田北小学校とは第二次ベビーブーム世代の入学による生徒数増加に対応する学校分離の為、わずか600mしか離れていない。

## 沿革
- 1873年（明治6年）3月 - 岩崎村[注釈 1]に屈蠖（くつわく）学舎[注釈 2]として発足。
- 1881年（明治14年） - 大橋小学校に改称する。
- 1886年（明治19年） - 大橋尋常小学校に改称する。
- 1891年（明治24年）
  - 10月28日 - 濃尾地震により校舎が倒壊。
  - 12月10日 - 仮設の小屋をつくり、授業を再開。
- 1892年（明治25年）4月 - 立専寺[注釈 3]を仮校舎とする。
- 1894年（明治27年） - 現在地に新校舎が完成。
- 1897年（明治30年）4月1日 - 岩崎村、粟野村、三田洞村が合併して岩野田村が発足。
- 1901年（明治34年） - 児童数増加のため、隣接する役場を教室とし、学級数を増やす。
- 1906年（明治39年）
  - 9月 - 校舎改築のため、立専寺を仮校舎とする。
  - 12月23日 - 校舎の改築工事が完成。
- 1909年（明治42年）5月15日 - 新校舎が完成。
- 1910年（明治43年） - 大橋尋常高等小学校に改称する。
- 1915年（大正4年）4月1日 - 裁縫補習学校を設置。
- 1918年（大正7年）10月13日 - 校舎を増築する。
- 1920年（大正9年）9月25日 - 暴風雨で校舎の一部を破損。
- 1929年（昭和4年）9月 - 校舎を増築する。
- 1935年（昭和10年） - 岩野田尋常高等小学校に改称する。
- 1941年（昭和16年）4月1日 - 岩野田国民学校に改称する。
- 1947年（昭和22年）4月1日 - 岩野田村立岩野田小学校に改称する。
- 1949年（昭和24年）7月1日 - 岩野田村が岐阜市に編入される。同時に岐阜市立岩野田小学校に改称する。
- 1955年（昭和30年） - 新校舎（南舎）が完成。
- 1973年（昭和48年） - 南舎増築工事。
- 1975年（昭和50年） - 新校舎（北舎）が完成。
- 1980年（昭和55年） - 岐阜市立岩野田北小学校を分離する。
- 2019年（平成31年）4月 - 3学期制から2学期制へと変更。

## 通学区域
- 粟野西2丁目、岩崎1-3丁目、三田洞東1-5丁目、粟野の一部、岩崎、三田洞[1]。

## 進学先中学校
- 岐阜市立岩野田中学校

## 交通アクセス
- 岐阜バス

岐阜高富線、高美線、岐阜板取線、岐北線、岐阜女子大線、松籟加納線、茜部三田洞線、岐南町線、おぶさ墨俣線などで、「三田洞」バス停より徒歩5分

## 学校周辺
- 百々ヶ峰 - 山側からみて当校が北西麓に所在。当校校歌としても歌われている。
- 鳥羽川
- 岐阜薬科大学
- 岐阜県立岐阜城北高等学校
- 岩野田保育所

## 関係者

### 出身者
- 長谷部優（女優）